# Torneko no Daibōken 3: Fushigi no Dungeon
 (novembre 2018).
Si vous disposez d'ouvrages ou d'articles de référence ou si vous connaissez des sites web de qualité traitant du thème abordé ici, merci de compléter l'article en donnant les références utiles à sa vérifiabilité et en les liant à la section « Notes et références ».
Torneko no Daibōken 3: Fushigi no Dungeon (ドラゴンクエスト・キャラクターズ トルネコの大冒険3 ～不思議のダンジョン～) est un jeu vidéo réalisé par le développeur Chunsoft en 2002 pour l'éditeur japonais Enix.

## Synopsis
La famille Torneko est en vacances sur un bateau et elle découvre par accident une île remplie de trésors. Torneko décide donc de faire une halte sur cette île. Poporo, son fils de 12 ans veut lui aussi participer à l'aventure...

## Fiche technique
- Character Design : Akira Toriyama

## Personnages
- Torneko
- Poporo

## Particularités
C'est le premier jeu Dragon Quest à sortir sur PlayStation 2. Le jeu se déroule 6 ans après Torneko : The Last Hope. Le jeu reprend les principes de Torneko II mais avec cependant des nouveautés : Poporo, le fils de Torneko est jouable. Il y a un casino où l'on peut faire de multiples mini-jeux et combattre de nombreux adversaires, tout cela pour se faire de l'argent. Question technique, le jeu est un action/RPG en 3D. La nouveauté repose dans le système de combat de cet opus et la possibilité de faire de multiples sauts.